# Platyctenida
Ordre
Platyctenida est un ordre de cténophores de la classe des Tentaculata. 

## Morphologie

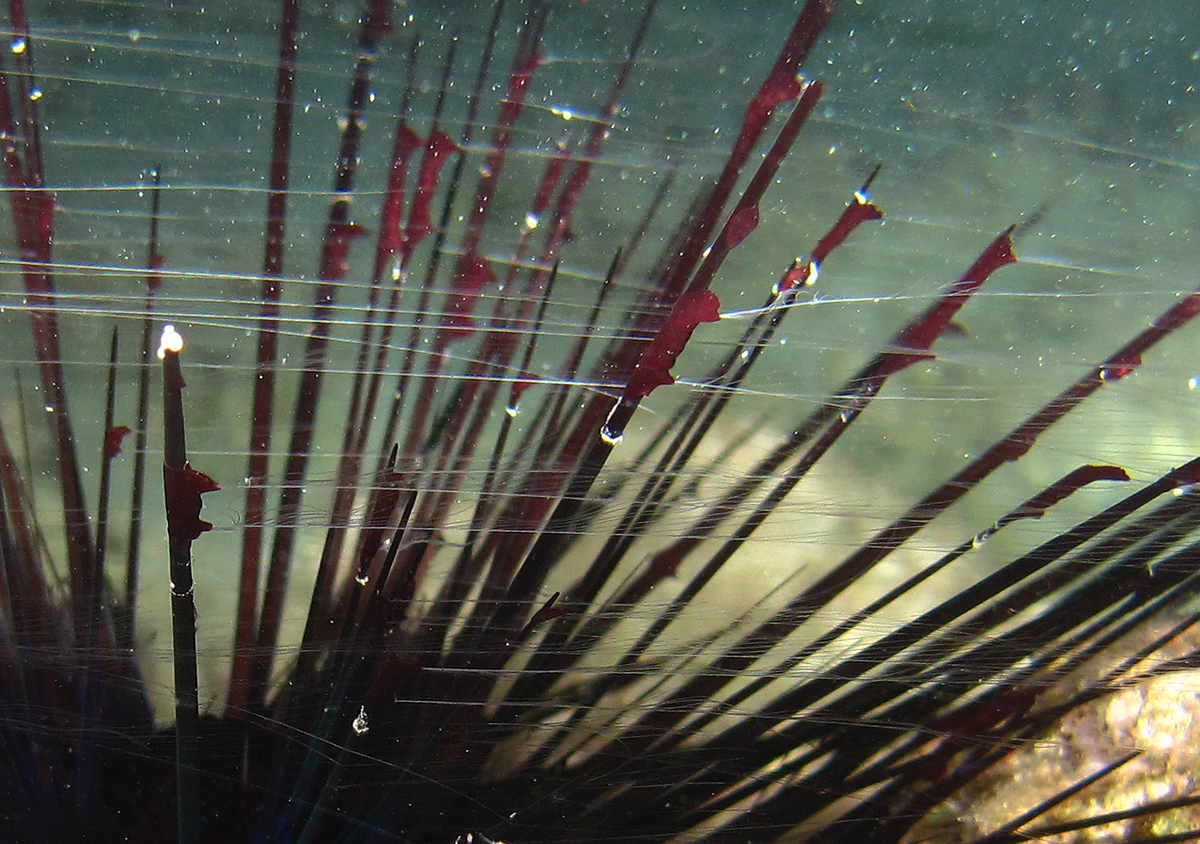
Certaines espèces benthiques vivent en association avec d'autres animaux, ici Coeloplana cf. bannwarthi avec un oursin.

Les Platyctenida sont des cténophores pourvus de tentacules pêcheurs. Ils sont appelés ainsi car les espèces de cet ordre ont une forme aplatie qui les fait davantage ressembler à des limaces de mer ou à des vers plats. 
Environ 35 espèces de cet ordre sont benthiques, et constituent les seuls cténophores non planctoniques. 

## Liste des familles et genres
Selon World Register of Marine Species (14 mai 2015), cet ordre comporte 41 espèces, divisées en 6 genres rangés dans 5 ou 6 familles :
- famille Coeloplanidae Willey, 1896
  - genre Coeloplana Kowalevsky, 1880 -- 24 espèces
  - genre Vallicula Rankin, 1956 -- 1 espèce
- famille Ctenoplanidae Willey, 1896
  - genre Ctenoplana Korotneff, 1886 -- 12 espèces
- famille Lyroctenidae Komai, 1942
  - genre Lyrocteis Komai, 1941 -- 2 espèces
- famille Platyctenidae (famille actuellement vide)
- famille Savangiidae Harbison & Madin, 1982
  - genre Savangia Dawydoff, 1950 -- 1 espèce
- famille Tjalfiellidae Komai, 1922
  - genre Tjalfiella Mortensen, 1910 -- 1 espèce